# Triumph (gruppo musicale)
Triumph sono un gruppo hard rock canadese formato nel 1975 a Toronto, Ontario. Molto popolari sul finire degli anni settanta fino a tutto il periodo degli anni ottanta, raggiunsero con otto dischi la certificazione disco d'oro e furono nominati per molti Juno Awards, tra i quali il premio Gruppo dell'Anno nel 1979, 1985, 1986 e 1987.
Fondati da Gil Moore (batterista e cantante) e Mike Levine (bassista e tastierista), furono fin dagli esordi un power trio, grazie all'aggiunta del chitarrista, cantante e compositore Rik Emmett. Spesso furono paragonati ai connazionali Saga e Rush. Lo stile musicale del gruppo era un hard rock a tratti molto vicino all'heavy metal ma, a causa delle svariate influenze musicali che li contraddistinguevano, spesso furono descritti come band dal sound a metà tra Emerson, Lake & Palmer e The Who. Lo stile di composizione del chitarrista Rick Emmett mostrava invece spunti progressive rock paralleli a notevoli spunti classici. I Triumph furono talvolta criticati. La rivista Rolling Stone li definì "band senza faccia".

## Storia del gruppo

### Gli anni '70
Il primo concerto a pagamento dei Triumph si tenne alla Simcoe High School il 19 settembre 1975. Il 26 agosto 1978 furono headliner per il Canada Jam Festival al Mosport Park, dove suonarono davanti a un pubblico di 110000 persone.
Firmarono il primo contratto discografico con la Attic Records in Canada. Successivamente passeranno sotto la RCA Records per vendere dischi in USA come nel mondo. Dopo il fallimento della RCA, si uniranno alla MCA Records fino al 1984. Successivamente si affideranno a case discografiche minori.
Il primo album dei Triumph (originariamente omonimo ma poi successivamente re-intitolato In the Beginning) fu scarsamente venduto all'infuori del Canada. La seconda uscita, Rock and Roll Machine, ricevette qualche passaggio radio, specie grazie alla reinterpretazione di Joe Walsh "Rocky Mountain Way." A metà 1978 i Triumph suonarono 5 date a San Antonio, in Texas, e poi fecero una tournée in Canada con i Moxy e i Trooper.
Il terzo disco, Just a Game, fu pubblicato nel 1979 e ottenne passaggi radio anche in USA. La canzone "Hold On" raggiunse la top 40 e l'album fu disco d'oro negli Stati Uniti.

### Gli anni '80
Con Progressions of Power, uscito nel 1980, i Triumph raggiunsero la posizione numero 32 della classifica Billboard Pop Albums e il singolo "I Can Survive" si piazzò alla numero 91 della Pop Singles del 1980. In seguito, sia Allied Forces nel 1981 che Never Surrender nel 1983 furono dischi d'oro negli Stati Uniti. I Triumph iniziarono anche a pubblicare alcuni singoli di discreto successo nella prima metà degli anni ottanta. Allied Forces vendette più di un milione di copie in USA.
Never Surrender vide uno spostamento delle tematiche dei brani più verso questioni politiche. Già precedentemente Rik Emmett si era avvicinato a questi argomenti con brani come "Just a Game", "Hard Road" o "Ordinary Man", che mostravano la sua vena populista. Ad ogni modo, Never Surrender fu subito criticato da Rolling Stone, che lo giudicò con una sola stella su 5 disponibili, nonostante fosse disco d'oro in USA con 500000 dischi venduti. A danneggiare ancora di più il successo dei Triumph fu la loro relazione con la RCA che fece poca promozione ai dischi. Il presidente della casa discografica, Irving Azoff, riconosciuto l'errore di distribuzione, si fece perdonare mettendo la band sotto contratto per 5 dischi.
Thunder Seven uscì nei negozi nel 1984. Nonostante due hit e alcuni video per "Spellbound" e "Follow Your Heart", l'album non raggiunse il livello di vendite atteso. Rimase però uno dei maggiori prodotti della band, grazie anche agli splendidi testi di un Rik Emmett mai così ispirato prima d'ora. Thunder Seven si certificò disco d'oro nel 2003.
La fortuna della band continuava a slittare. Nel 1985 fu pubblicato un disco live da titolo Stages, ma vendette poco. I Triumph sperimentarono un suono più commerciale con il successivo album The Sport of Kings del 1986. La canzone "Somebody's Out There" entro in top 40, ottenendo passaggi radio e video. "Tears in the Rain" non ebbe stessa fortuna. Con l'aggiunta di Rick Santers alla formazione live, i Triumph fecero un tour con Yngwie Malmsteen negli USA.
Nel 1987 fu pubblicato il disco Surveillance. Mentre Gil Moore e Mike Levine rimasero fermamente fedeli al loro stile blues-rock, Rik Emmett aggiunse parti più moderne e progressive, collaborando nella stesura dei brani con Dixie Dregs e Steve Morse dei Kansas. Il tour che seguì nel 1988 mostrò i primi attriti tra i componenti della band e nello stesso anno Rik Emmett lasciò la formazione, dedicandosi a una carriera solista. Nello stesso periodo, i Triumph pubblicarono la raccolta Classics per non fuoriuscire dai termini legali con la MCA Records.

### Dagli anni '90 ad oggi
Nel 1992 i due restanti componenti dei Triumph reclutarono Phil X, chitarrista canadese celebre per i suoi lavori con Aldo Nova e i Frozen Ghost, e pubblicarono, con songwriting di Gil Moore, Edge of Excess. Nello stesso anno viene incluso "Troublemaker" nel film horror Hellraiser III al quale il brano è dedicato e composto in occasione della sua uscita. Gli stessi componenti fanno un breve cameo nella scena del massacro al night club Boiler Room, intenti a suonare la suddetta canzone prima di essere interrotti dall'arrivo del mostruoso e sfigurato Pinhead. Rick Santers fu confermato con tastierista live per il tour del 1993 in Nord America, ottenendo anche di cantare le parti di Rik Emmett in "Magic Power" e "Fight the Good Fight". L'album si rivelò un buon successo ma fu presto bloccato nella produzione a causa del fallimento della casa discografica, una filiale della Polygram. Dopo quest'ultima delusione, la band fu sciolta.
Nel 1998 Rik Emmett rifiutò la proposta di riunione per un tour celebrativo del ventennale della band. Moore e Levine diedero allora l'occasione ai fan di riavere l'intera loro discografia ristampata per la casa discografica TML Entertainment, con l'aggiunta di alcune nuove pubblicazioni di live passati.
Nel 2003 la TML pubblicò il DVD Live at the US Festival registrato a San Bernardino, California, nel 1983, e già precedentemente pubblicato in VHS. Nel 2004 fu pubblicato un altro DVD da titolo A Night of Triumph, filmato nel 1987 al Halifax Metro Centre durante la tournée di The Sport of Kings. Un'antologia da titolo Livin' for the Weekend: Anthology uscì nel 2005 e nel 2006 fu distribuito Extended Versions: Triumph, un disco di versioni inedite della canzoni della band.
Il 10 marzo 2007 i Triumph entrarono nella Canadian Music Industry Hall of Fame in una cerimonia al Toronto's Fairmont Royal York Hotel. Tutti i componenti furono presenti all'evento, nel primo meeting ufficiale dopo lo scioglimento.
Il 18 gennaio 2008 fu annunciata una riunione per lo Sweden Rock Festival del giugno dello stesso anno. Successivamente fu annunciato anche un tour della band nel luglio, e poi uno più grande e mondiale nel 2009, che però non si tenne mai.
Il 6 aprile 2008 i Triumph furono inseriti nella Canadian Music Hall of Fame come conseguenza del Juno Awards. Secondo il sito della Gibson ci potrebbe essere un tour nel 2011 con Triumph e Van Halen assieme.

## Formazione

### Ultima
- Rik Emmett - chitarra, voce (1975 - 1988, 2007-2008, 2016-2019)
- Dave Dunlop - chitarra (2016-2019)
- Mike Levine - basso elettrico, tastiera,  (1975 - 1993, 2007-2008, 2016-2019)
- Gil Moore - batteria, voce (1975 - 1993, 2007-2008, 2016-2019)

### Altri membri
- Fred Keeler, chitarra (1975)
- Pete Young, tastiera (1975)
- Rick Santers - chitarra, tastiera, cori (1984-1993)
- Phil X - chitarra (1988-1993)
- Gary McCracken - batteria (1985-1986)[15]
- Scott Humphrey - tastiera (1985-1986)[16]
- Michael Boddicker - tastiera (1987)[17]

## Discografia
Album in studio
- 1976 - Triumph
- 1977 - Rock and Roll Machine
- 1979 - Just a Game
- 1980 - Progressions of Power
- 1981 - Allied Forces
- 1983 - Never Surrender
- 1984 - Thunder Seven
- 1986 - The Sport of Kings
- 1987 - Surveillance
- 1992 - Edge of Excess